# Эуско
Эуско (баск. и фр. eusko) — региональная валюта, выпускаемая некоммерческим объединением Euskal Moneta с 31 января 2013 года. Используется во французской Стране Басков.

## Использование
Выпускаются банкноты достоинством в 1, 2, 5, 10 и 20 эуско. Курс эуско привязан к евро в отношении 1:1.
Банкнота наименьшего достоинства — 1 эуско. В случае, если требуется сумма, включающая дробные единицы, разница оплачивается в евро (например, оплатить товар стоимостью 3,50 евро можно с помощью 3 эуско и 50 евроцентов).
Девиз валюты — Euskoa denen esku (с баск. — «Эуско в руках каждого»).

### Банкноты
| Номинал  | Изображение                                                                                            | Основной цвет |
| -------- | --- | ------------- |
| 1 эуско  | чалапарта                                                                                              | синий         |
| 2 эуско  | сулетинский танец                                                                                      | красный       |
| 5 эуско  | сельская жанровая сцена                                                                                | серый         |
| 10 эуско | надпись мелом на доске «Nor-Nori-Nork» (название таблицы спряжения баскских полиперсональных глаголов) | жёлтый        |
| 20 эуско | порт Байонны                                                                                           | фиолетовый    |

Банкноты защищены от подделок системами безопасности, аналогичными тем, которые используются для евро.

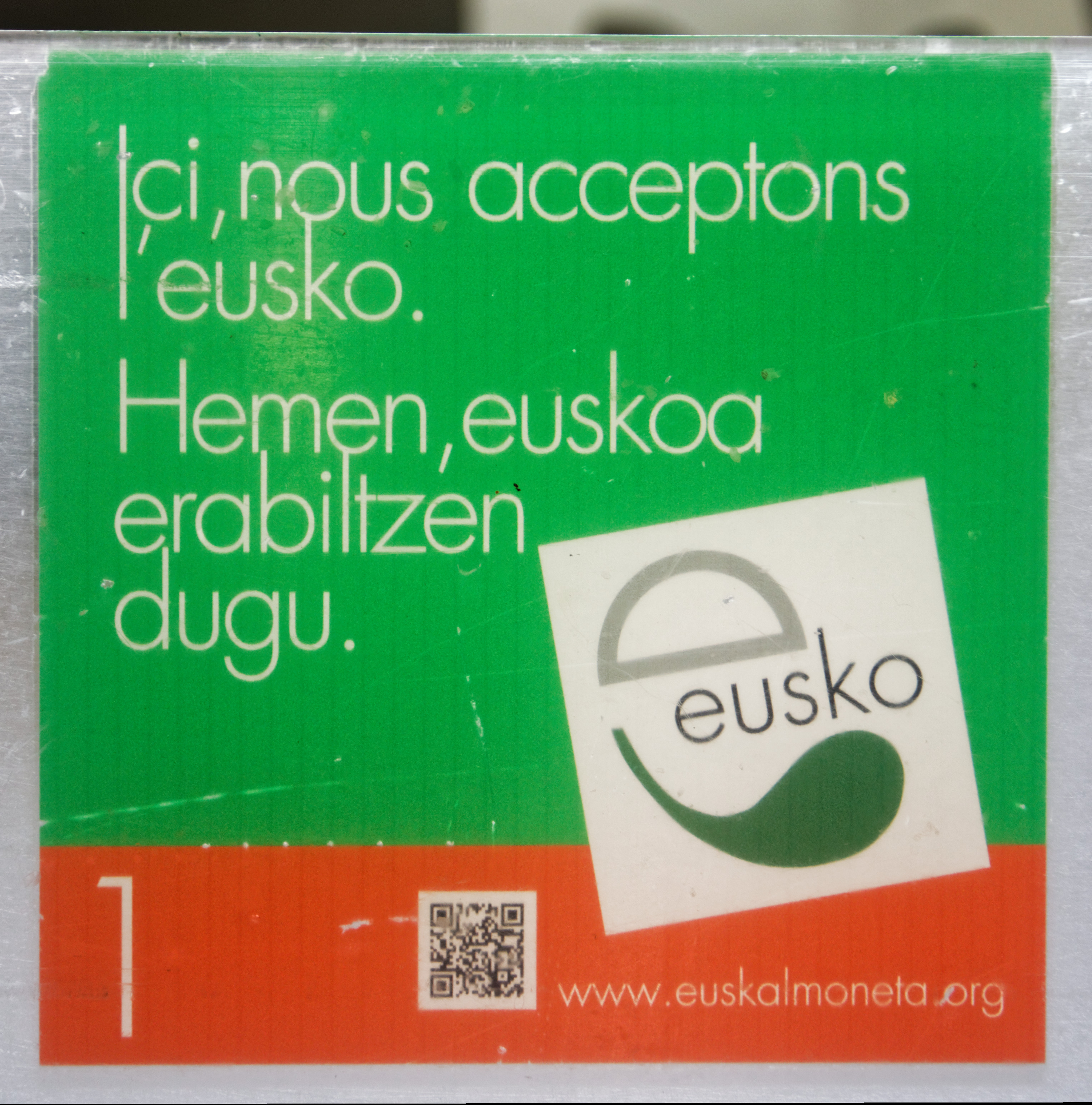
Наклейка на дверях магазина: «Здесь принимают эуско».

19 марта 2017 года Euskal Moneta запустила систему онлайн-счетов. Пользователи могут пополнить свой аккаунт, обменяв евро на эуско. Затем пользователи могут осуществлять переводы с одной учётной записи на другую или оплачивать покупки с помощью карты в магазинах, оборудованных платёжным терминалом Euskal Moneta. Платёжная карта, использующая эуско, называется Euskokart.

## История
Идея эуско возникла в июне 2011 года. С этой целью была создана ассоциация AMBES (Association por la création d'une Monnaie locale basque, ecologique et solidaire, с фр. — «Ассоциация за создание локальной баскской валюты, экологичной и солидарной». К тому времени на территории Франции уже существовали другие региональные валюты: с 2007 — соль-альпен в Гренобле (выведен из обращения в 2012 году), с 2010 — окситан в коммуне Пезенас и абей в Вильнёв-сюр-Ло.
Название валюты было выбрано с помощью конкурса, учреждённого AMBES. Участники предложили 380 названий для региональной валюты Страны Басков, из которых жюри одобрило 7. В ходе голосования 2000 человек выбрали название «эуско».
31 января 2013 года было введено в обращение 343 538 эуско в виде банкнот.
В июне 2017 года в обращении находилось 580 000 эуско, которыми пользовались 3000 физических и 650 юридических лиц. Эуско используется в Байонне, Андае, Юстарисе, Мандьонде. В марте 2018 года сумма в обращении составила 1 000 000 эуско. В 2021 году в обращении было 2 000 000 эуско.

## Цели
Цель эуско состоит в поддержке местных производителей, что в свою очередь снижает уровень вредного воздействия на окружающую среду, так как сокращает цепочки поставок. Кроме того, целью эуско является популяризация баскского языка и баскской культуры.